# Стефан Крістіанссон
Стефан Крістіанссон (швед. Stefan Kristiansson, нар. *25 вересня 1951 р. у м. Мальме) — шведський генерал-майор. У червні 2007 р. став начальником військової розвідки і безпеки (МАСТ).

## Біографія
Крістіанссон закінчив у 1976 р. навчання офіцерів у Військовій академії Карлберг. З тих пір він служив в ООН в Кашмірі, вивчав безпеку при Інституті міжнародних досліджень у Женеві, був військовим аташе в Естонії та Фінляндії, працював військовим радником у Міністерстві закордонних справ Швеції і був заступником начальника в структурі МАСТ.

## Знання мов
1. Шведська мова
2. Фінська мова
3. Німецька мова
4. Англійська мова
5. Французька мова

## Освіта
- 1975–1976 рр. — навчання у Військовій Академії Карлберг
- 1982–1983 рр. — загальний курс Військової академії Карлберг
- 1986–1988 рр. — курс Військової академії Генерального штабу сухопутних військ
- 1995–1996 рр. — міжнародний навчальний курс з безпеки політики в Інституті міжнародних досліджень у Женеві
- 2003 р. — коледж оборони НАТО «GFOC».

## Кар'єра
- 1984–1986 рр. — спостерігач ООН в Кашмірі
- 1988–1989 рр. — менеджер оперативного відділу «5» (швед. Försvarsstabens, IB)
- 1990–1994 рр. — менеджер секції планування та координаційного відділу (швед. Arméstabens reglements- och läromedelsavdelning)
- 1994-1995 рр. — заступник керівника бригади в «IB12»
- 1996–1997 рр. — керівник проекту командування армії і центру зв'язку
- 1998–2001 рр. — служба аташе в Естонії і Фінляндії
- 2001-2003 рр. — військовий радник в Міністерства закордонних справ Швеції
- 2003-2004 рр. — голова координаційного відділу штаб-квартири Збройних Сил Швеції
- 2004-2007 рр. — заступник начальника військової служби розвідки і безпеки МАСТ
- 2007 р. — начальник військової розвідки і служби безпеки МАСТ

## Особисте життя
Має четверо дітей.